# Петер Трумп
Петер Трумп (нім. Peter Trump, 3 грудня 1950) — німецький хокеїст на траві.
Олімпійський чемпіон 1972 року.